# Huta Jagodnica
Huta Jagodnica – dawna podłódzka wieś i kolonia, obecnie osiedle w zachodniej części Łodzi, w dzielnicy Polesie. Administracyjnie wchodzi w skład osiedla Złotno. 1 stycznia 1988 włączona do Łodzi.
Na Hutę Jagodnicę składa się kilka uliczek, spośród których największą jest ulica Huta Jagodnica, przy których stoją jednorodzinne domy, typu wiejskiego i podmiejskiego.
Tereny te leżą na peryferiach miasta, przy granicy z Konstantynowem Łódzkim. Osiedle z resztą Łodzi łączy linia autobusowa nr 72A, 72B.
Kilkaset metrów na zachód od osiedla (już na terenie gminy Konstantynów) przebiega droga krajowa nr 71.
Okolicę osiedla stanowią głównie pola uprawne i łąki, z których część jest nieuprawiana i stanowi nieużytki. Znajdują się tu także niewielkie lasy.
W pobliżu osiedla przepływa rzeka Jasieniec i kilka niewielkich strumieni, stanowiących jej dopływy.

## Historia
Dawniej samodzielna wieś oraz kolonia. Od 1867 w gminie Rąbień W 1827 mieszkało tu zaledwie 189 osób, a na początku XX wieku 122. W okresie międzywojennym należała do powiatu łódzkiego w woj. łódzkim. 1 kwietnia 1927 kolonię Huta Jagodnica wyłączono z gminy Rąbień i włączono do gminy Brus, natomiast wieś Huta Jagodnica pozostała w gminie Rąbień.
1 września 1933 gminy powiatu łódzkiego podzielono na gromady (sołectwa). Kolonia Huta Jagodnica wraz z wsią Dąbrową utworzyły gromadę w granicach gminy Brus o nazwie Jagodnica, natomiast wieś Huta Jagodnica wraz z wsiami Niesięcin i Rszew(ek) utworzyły gromadę w granicach gminy Rąbień o nazwie Niesięcin. Podczas II wojny światowej zarówno wieś, jak i kolonia Huta Jagodnica zostały włączone do III Rzeszy.
Po wojnie obie miejscowości powróciły do powiatu łódzkiego woj. łódzkim. Wieś Huta Jagodnica stanowiła nadal część gromady Niesięcin w gminie Rąbień, natomiast dotychczasową gromadę Jagodnica w gminie Brus (z kolonią Hutą Jagodnicką i wsią Dąbrową) przemianowano na Dąbrowa. Tę ostatnią po zniesieniu gminy Brus w 1946 roku włączono ponownie do gminy Rąbień. Tak więc obie Huty Jagodnickie znalazły się ponownie w jednej gminie, choć w oddzielnych gromadach – wieś Huta Jagodnica w gromadzie Niesięcin, a kolonia Huta Jagodnica – odtąd nazywana już po prostu Jagodnicą – w gromadzie Dąbrowa.
W związku z reorganizacją administracji wiejskiej jesienią 1954, zarówno wieś Huta Jagodnica, jak i kolonia (Huta) Jagodnica weszły w skład nowej gromady Rąbień. W 1971 roku ludność zespół wsi Dąbrowy (Dąbrowa, Huta Jagodnica i Jagodnica) wynosił 313.
Od 1 stycznia 1973 w gminie Aleksandrów Łódzki, jako część Dąbrowy. W latach 1975–1987 miejscowość należała administracyjnie do województwa łódzkiego.
1 stycznia 1988 wieś Hutę Jagodnicę (103,00 ha) i kolonię (Hutę) Jagodnicę (134,04 ha) włączono do Łodzi.
Uwaga: Nie należy mylić Jagodnicy włączonej do Łodzi w 1988 roku (a więc dawnej kolonii Huta Jagodnica) ze współczesnym obszarem Łodzi o nazwie Jagodnica (dawniej Jagodnica Złotna), który historycznie był związany z miejscowością Nowe Złotno i włączony do Łodzi już w 1946 roku. Współczesna Jagodnica (włączona do Łodzi w 1946 roku) ciągnie się wzdłuż ul. Jagodnica, ok. 1,5 km na wschód od (kolonii Huty) Jagodnicy włączonej do Łodzi w 1988 roku. Jagodnica włączona do Łodzi w 1988 roku stanowi obecnie południowy ciąg obecnej ul. Huta Jagodnicka (na południe od jej przecięcia z ul. Złotno), graniczącej z konstantynowską Dąbrową w okolicy rzeki Jasieniec.